# All-Ireland Senior Football Championship 2005
L'All-Ireland Senior Football Championship 2005 fu l'edizione numero 119 del principale torneo di calcio gaelico irlandese. Tyrone batté in finale Kerry, campione uscente, ottenendo la seconda vittoria della sua storia. Tyrone dovette disputare 10 partite, tra torneo provinciale, ripescaggi e All-Ireland series per ottenere la Sam Maguire Cup. Questo costituisce un record assoluto tuttora imbattuto.

## Struttura
- Vengono disputati i quattro tornei provinciali (New York compete nel Connacht Senior Football Championship) I quattro campioni provinciali avanzano direttamente ai quarti di finale All-Ireland.
- Le sedici squadre eliminate prima delle semifinali accedono al primo turno dei ripescaggi. Le otto vincitrici avanzano al secondo turno.
- Secondo Turno:le otto squadre eliminate nella semifinale del torneo provinciale sfidano le 8 provenienti dal turno 1 dei ripescaggi. Le vincenti sono ammesse al terzo turno.
- Terzo turno:le otto squadre provenienti dal turno 2 si sfidano per ridurre il numero a 4.
- Quarto turno. Le vincenti del terzo turno sfidano le finaliste perdenti dei tornei provinciali. Le vincenti sono ammesse ai quarti di finale All Ireland
- Quarti di finale. Le vincitrici dei titoli provinciali sono teste di serie e non si possono incontrare in questo turno, quindi sfidano le squadre uscite dai ripescaggi. A questo punto si procede nel modo classico: semifinale e finale.

## Campionati provinciali

### Munster Senior Football Championship
|  | Quarti di finale | Quarti di finale | Quarti di finale |       |      | Semifinale | Semifinale | Semifinale |  |  | Finale | Finale | Finale |  |
|  |                  |                  |                  |       |      |            |            |            |  |  |        |        |        |  |
|  |                  |                  |                  |       |      | Clare      | Clare      | 0-06       |  |  |        |        |        |  |
|  |                  |                  |                  |       |      | Clare      | Clare      | 0-06       |  |  |        |        |        |  |
|  |                  |                  | Cork             | Cork  | 0-18 |            |            |            |  |  |        |        |        |  |
|  | Clare            | Clare            | Cork             | Cork  | 0-18 | 2-14       |            |            |  |  |        |        |        |  |
|  | Clare            | Clare            |                  |       |      |            |            |            |  |  |        |        |        |  |
|  | Waterford        | Waterford        | 2-10             |       |      |            |            |            |  |  |        |        |        |  |
|  | Waterford        | Waterford        | 2-10             |       | Cork | Cork       | 0-11       |            |  |  |        |        |        |  |
|  |                  |                  |                  |       |      |            |            |            |  |  |        |        |        |  |
|  |                  |                  | Kerry            | Kerry | 1-11 |            |            |            |  |  |        |        |        |  |
|  |                  |                  |                  | Kerry | 1-11 |            |            |            |  |  |        |        |        |  |
|  |                  |                  |                  |       |      |            |            |            |  |  |        |        |        |  |
|  |                  |                  |                  |       |      |            |            |            |  |  |        |        |        |  |
|  |                  | Limerick         | Limerick         | 0-10  |      |            |            |            |  |  |        |        |        |  |
|  |                  |                  |                  | 0-10  |      |            |            |            |  |  |        |        |        |  |
|  |                  |                  | Kerry            | Kerry | 2-10 |            |            |            |  |  |        |        |        |  |
|  | Tipperary        | Tipperary        | Kerry            | Kerry | 2-10 | 0-13       |            |            |  |  |        |        |        |  |
|  | Tipperary        | Tipperary        |                  |       |      |            |            |            |  |  |        |        |        |  |
|  | Kerry            | Kerry            | 2-22             |       |      |            |            |            |  |  |        |        |        |  |

| Thurles 29 maggio 2005 Quarto di finale | Kerry | 2-22 – 0-13 referto | Tipperary | Semple Stadium |

| Ennis 29 maggio 2005 Quarto di finale | Clare     | 2-14 – 2-10 referto                      | Waterford | Cusack Park |
| \| \| \| \| \| R Donnelly 1-6, E Coughlan 1-3, O O' Dwyer 0-2, D Russell, P O'Dwyer, S Hickey 0-1 each \| Marcatori \| N Curran 1-8, G Hurney 1-1, S Briggs 0-1 \| |           |                                          |           |             |
| |           |                                          |           |             |
| R Donnelly 1-6, E Coughlan 1-3, O O' Dwyer 0-2, D Russell, P O'Dwyer, S Hickey 0-1 each                                                                            | Marcatori | N Curran 1-8, G Hurney 1-1, S Briggs 0-1 |           |             |

| Ennis 12 giugno 2005 Semifinale | Cork | 0-18 – 0-06 referto | Clare | Cusack Park |

| Limerick 19 giugno 2005 Semifinale | Kerry     | 2-10 – 0-10 referto                                     | Limerick | Páirc na nGael |
| \| \| \| \| \| C Cooper 2-5, E Fitzmaurice, L Hassett, D O Cinneide, S Moynihan, B Sheehan 0-1 each \| Marcatori \| M Gavin 0-7, S Lavin, C Mullane, C Fitzgerald 0-1 each. \| |           |                                                         |          |                |
| |           |                                                         |          |                |
| C Cooper 2-5, E Fitzmaurice, L Hassett, D O Cinneide, S Moynihan, B Sheehan 0-1 each                                                                                           | Marcatori | M Gavin 0-7, S Lavin, C Mullane, C Fitzgerald 0-1 each. |          |                |

| Arbitro: | D. Coldrick (Meath) |

| |           |                                                                                                  |
| D O'Sullivan 1-0, C Cooper, T Ò Sè, D Ò Cinnèide 0-2 each, MF Russell, L Hassett, M Ò Sè, E Brosnan, D Ò Sè 0-1 each. | Marcatori | J Masters 0-3,J Hayes, M Ò Crònìn 0-2 each, F Goold, C McCarthy, N O'Leary, P Clifford 0-1 each. |

### Leinster Senior Football Championship
|  | Ottavi di finale | Ottavi di finale | Ottavi di finale |           |         | Quarti di finale | Quarti di finale | Quarti di finale |  |  | Semifinali | Semifinali | Semifinali |  |  | Finale | Finale | Finale |  |
|  |                  |                  |                  |           |         |                  |                  |                  |  |  |            |            |            |  |  |        |        |        |  |
|  | Offaly           | Offaly           | 1-15             |           |         |                  |                  |                  |  |  |            |            |            |  |  |        |        |        |  |
|  | Offaly           | Offaly           | 1-15             |           |         |                  |                  |                  |  |  |            |            |            |  |  |        |        |        |  |
|  | Louth            | Louth            | 1-06             |           |         |                  |                  |                  |  |  |            |            |            |  |  |        |        |        |  |
|  | Louth            | Louth            | 1-06             |           | Offaly  | Offaly           | 1-08             |                  |  |  |            |            |            |  |  |        |        |        |  |
|  |                  |                  |                  |           | Offaly  | Offaly           | 1-08             |                  |  |  |            |            |            |  |  |        |        |        |  |
|  |                  |                  | Laois            | Laois     | 1-10    |                  |                  |                  |  |  |            |            |            |  |  |        |        |        |  |
|  | Nessuno          |                  | Laois            | Laois     | 1-10    |                  |                  |                  |  |  |            |            |            |  |  |        |        |        |  |
|  |                  |                  |                  |           |         |                  |                  |                  |  |  |            |            |            |  |  |        |        |        |  |
|  | Nessuno          |                  |                  |           |         |                  |                  |                  |  |  |            |            |            |  |  |        |        |        |  |
|  |                  | Laois            | Laois            | 0-21      |         |                  |                  |                  |  |  |            |            |            |  |  |        |        |        |  |
|  |                  |                  |                  |           |         |                  |                  |                  |  |  |            |            |            |  |  |        |        |        |  |
|  |                  |                  | Kildare          | Kildare   | 0-09    |                  |                  |                  |  |  |            |            |            |  |  |        |        |        |  |
|  | Wicklow          | Wicklow          | Kildare          | Kildare   | 0-09    | 2-12             |                  |                  |  |  |            |            |            |  |  |        |        |        |  |
|  | Wicklow          | Wicklow          |                  |           |         |                  |                  |                  |  |  |            |            |            |  |  |        |        |        |  |
|  | Kildare          | Kildare          | 1-17             |           |         |                  |                  |                  |  |  |            |            |            |  |  |        |        |        |  |
|  | Kildare          | Kildare          | 1-17             |           | Kildare | Kildare          | 0-14             |                  |  |  |            |            |            |  |  |        |        |        |  |
|  |                  |                  |                  |           | Kildare | Kildare          | 0-14             |                  |  |  |            |            |            |  |  |        |        |        |  |
|  |                  |                  | Westmeath        | Westmeath | 0-11    |                  |                  |                  |  |  |            |            |            |  |  |        |        |        |  |
|  | Nessuno          |                  | Westmeath        | Westmeath | 0-11    |                  |                  |                  |  |  |            |            |            |  |  |        |        |        |  |
|  |                  |                  |                  |           |         |                  |                  |                  |  |  |            |            |            |  |  |        |        |        |  |
|  | Nessuno          |                  |                  |           |         |                  |                  |                  |  |  |            |            |            |  |  |        |        |        |  |
|  |                  | Laois            | Laois            | 0-13      |         |                  |                  |                  |  |  |            |            |            |  |  |        |        |        |  |
|  |                  |                  |                  |           |         |                  |                  |                  |  |  |            |            |            |  |  |        |        |        |  |
|  |                  |                  | Kildare          | Kildare   | 0-14    |                  |                  |                  |  |  |            |            |            |  |  |        |        |        |  |
|  | Dublino          | Dublino          | Kildare          | Kildare   | 0-14    | 2-23             |                  |                  |  |  |            |            |            |  |  |        |        |        |  |
|  | Dublino          | Dublino          |                  |           |         |                  |                  |                  |  |  |            |            |            |  |  |        |        |        |  |
|  | Longford         | Longford         | 0-10             |           |         |                  |                  |                  |  |  |            |            |            |  |  |        |        |        |  |
|  | Longford         | Longford         | 0-10             |           | Dublino | Dublino          | 1-12             |                  |  |  |            |            |            |  |  |        |        |        |  |
|  |                  |                  |                  |           | Dublino | Dublino          | 1-12             |                  |  |  |            |            |            |  |  |        |        |        |  |
|  |                  |                  | Meath            | Meath     | 1-10    |                  |                  |                  |  |  |            |            |            |  |  |        |        |        |  |
|  | Nessuno          |                  | Meath            | Meath     | 1-10    |                  |                  |                  |  |  |            |            |            |  |  |        |        |        |  |
|  |                  |                  |                  |           |         |                  |                  |                  |  |  |            |            |            |  |  |        |        |        |  |
|  | Nessuno          |                  |                  |           |         |                  |                  |                  |  |  |            |            |            |  |  |        |        |        |  |
|  |                  | Dublino          | Dublino          | 1-17      |         |                  |                  |                  |  |  |            |            |            |  |  |        |        |        |  |
|  |                  |                  |                  |           |         |                  |                  |                  |  |  |            |            |            |  |  |        |        |        |  |
|  |                  |                  | Wexford          | Wexford   | 2-10    |                  |                  |                  |  |  |            |            |            |  |  |        |        |        |  |
|  | Nessuno          |                  | Wexford          | Wexford   | 2-10    |                  |                  |                  |  |  |            |            |            |  |  |        |        |        |  |
|  |                  |                  |                  |           |         |                  |                  |                  |  |  |            |            |            |  |  |        |        |        |  |
|  | Nessuno          |                  |                  |           |         |                  |                  |                  |  |  |            |            |            |  |  |        |        |        |  |
|  |                  | Wexford          | Wexford          | 3-12      |         |                  |                  |                  |  |  |            |            |            |  |  |        |        |        |  |
|  |                  |                  |                  | 3-12      |         |                  |                  |                  |  |  |            |            |            |  |  |        |        |        |  |
|  |                  |                  | Carlow           | Carlow    | 2-13    |                  |                  |                  |  |  |            |            |            |  |  |        |        |        |  |
|  | Nessuno          |                  | Carlow           | Carlow    | 2-13    |                  |                  |                  |  |  |            |            |            |  |  |        |        |        |  |
|  |                  |                  |                  |           |         |                  |                  |                  |  |  |            |            |            |  |  |        |        |        |  |
|  | Nessuno          |                  |                  |           |         |                  |                  |                  |  |  |            |            |            |  |  |        |        |        |  |

| Navan 7 maggio 2005 Primo turno | Offaly | 1-15 – 1-06 referto | Louth | Páirc Tailteann |

| Arbitro: | F. Flynn (Leitrim) |

|                                                                                             |           |                                                                                |
| J Doyle 0-7, T Fennin 1-3, E Callaghan 0-3, M Foley, R Sweeney, K Brennan, K Ennis 0-1 each | Marcatori | P Earls 1-6, T Harney 1-1, W O'Gorman 0-2, D Dillon, L Glynn, A Ellis 0-1 each |

| Arbitro: | P. Russell (Tipperary) |

| |           |                                                        |
| C Keaney 1-4, A Brogan 1-3, T Quinn 0-5, B Cullen, S Ryan, M Vaughan 0-2 each, J Sherlock, C Moran, C Goggins, C Whelan, D O'Callaghan 0-1 each | Marcatori | P Davis 0-7, J Martin, B Kavanagh, N Sheridan 0-1 each |

| Dublino 29 maggio 2005 Quarto di finale | Kildare   | 0-14 – 0-11 referto                                              | Westmeath | Croke Park |
| \| \| \| \| \| J Doyle 0-6, T Fennin 0-4, M Foley, D Earley, R Sweeney, D McCormack 0-1 each \| Marcatori \| D Dolan 0-7, A Mangan, Wilson, P Mulvihill, Paul Conway 0-1 each \| |           |                                                                  |           |            |
| |           |                                                                  |           |            |
| J Doyle 0-6, T Fennin 0-4, M Foley, D Earley, R Sweeney, D McCormack 0-1 each | Marcatori | D Dolan 0-7, A Mangan, Wilson, P Mulvihill, Paul Conway 0-1 each |           |            |

| Dublino 29 maggio 2005 Quarto di finale | Laois     | 1-10 – 1-08 referto                                                                          | Offaly | Croke Park |
| \| \| \| \| \| R Munnelly 1-4, C Conway 0-2, P Clancy, N Garvan, D Brennan, K Fitzpatrick 0-1 each \| Marcatori \| M Daly 1-1, N Coughlan 0-2, C Quinn, N McNamee, P Kelleghan, J Coughlan, J Reynolds 0-1 each \| |           |                                                                                              |        |            |
| |           |                                                                                              |        |            |
| R Munnelly 1-4, C Conway 0-2, P Clancy, N Garvan, D Brennan, K Fitzpatrick 0-1 each | Marcatori | M Daly 1-1, N Coughlan 0-2, C Quinn, N McNamee, P Kelleghan, J Coughlan, J Reynolds 0-1 each |        |            |

| Arbitro: | J. Bannon (Longford) |

|                                                                                                   |           |                                                                                      |
| B Cahill 0-1, A Brogan 1-3, B Cullen 0-1, C Keaney 0-3, T Quinn 0-1, S Connell 0-1, M Vaughan 0-2 | Marcatori | J Sheridan 1-0, B Farrell 0-4, G Geraghty 0-3, N Crawford, N Kelly, D Regan 0-1 each |

| Arbitro: | J. McKee (Armagh) |

| |           |                                                                        |
| M Forde 1-6, D Fogarty 1-1, PJ Banville 1-0, D Breen, R Barry, S Cullen, P Colfer, D Kinsella 0-1 each | Marcatori | S Rea 1-5, M Carpenter 1-0, P Hickey 0-2, T Walsh, B Carberry 0-1 each |

| Arbitro: | J. Geaney (Cork) |

| |           |                                                                             |
| R Munnelly 0-7, B Brennan 0-4, C Conway 0-3, B Sheehan 0-2, K Fitzpatrick, N Garvan, B McDonald 0-1 each | Marcatori | D McCormack, J Doyle 0-2 each, M Foley, T Fennin, S McKenzie Smith 0-1 each |

| Dublino 19 giugno 2005 Semifinale | Dublin    | 1-17 – 2-10 referto                                                         | Wexford | Croke Park |
| \| \| \| \| \| T Quinn 0-10, J Sherlock 1-0, C Whelan, C Moran 0-2 each, A Brogan, B Cullen, C Keaney 0-1 each \| Marcatori \| P.J. Banville 1-2, R Barry 1-1, K Kennedy 0-2, D Fogarty, J Hudson 0-1 each \| |           |                                                                             |         |            |
| |           |                                                                             |         |            |
| T Quinn 0-10, J Sherlock 1-0, C Whelan, C Moran 0-2 each, A Brogan, B Cullen, C Keaney 0-1 each | Marcatori | P.J. Banville 1-2, R Barry 1-1, K Kennedy 0-2, D Fogarty, J Hudson 0-1 each |         |            |

| Dublino 17 luglio 2005 Finale | Dublin | 0-14 – 0-13 referto | Laois | Croke Park |

### Ulster Senior Football Championship
|  | Ottavi di finale | Ottavi di finale | Ottavi di finale |        |        | Quarti di finale | Quarti di finale | Quarti di finale |  |  | Semifinali | Semifinali | Semifinali |  |  | Finale | Finale | Finale |  |
|  |                  |                  |                  |        |        |                  |                  |                  |  |  |            |            |            |  |  |        |        |        |  |
|  | Nessuno          |                  |                  |        |        |                  |                  |                  |  |  |            |            |            |  |  |        |        |        |  |
|  |                  |                  |                  |        |        |                  |                  |                  |  |  |            |            |            |  |  |        |        |        |  |
|  | Nessuno          |                  |                  |        |        |                  |                  |                  |  |  |            |            |            |  |  |        |        |        |  |
|  |                  | Monaghan         | Monaghan         | 2-08   |        |                  |                  |                  |  |  |            |            |            |  |  |        |        |        |  |
|  |                  |                  |                  | 2-08   |        |                  |                  |                  |  |  |            |            |            |  |  |        |        |        |  |
|  |                  |                  | Derry            | Derry  | 1-17   |                  |                  |                  |  |  |            |            |            |  |  |        |        |        |  |
|  | Nessuno          |                  | Derry            | Derry  | 1-17   |                  |                  |                  |  |  |            |            |            |  |  |        |        |        |  |
|  |                  |                  |                  |        |        |                  |                  |                  |  |  |            |            |            |  |  |        |        |        |  |
|  | Nessuno          |                  |                  |        |        |                  |                  |                  |  |  |            |            |            |  |  |        |        |        |  |
|  |                  | Derry            | Derry            | 0-10   |        |                  |                  |                  |  |  |            |            |            |  |  |        |        |        |  |
|  |                  |                  |                  |        |        |                  |                  |                  |  |  |            |            |            |  |  |        |        |        |  |
|  |                  |                  | Armagh           | Armagh | 1-11   |                  |                  |                  |  |  |            |            |            |  |  |        |        |        |  |
|  | Nessuno          |                  | Armagh           | Armagh | 1-11   |                  |                  |                  |  |  |            |            |            |  |  |        |        |        |  |
|  |                  |                  |                  |        |        |                  |                  |                  |  |  |            |            |            |  |  |        |        |        |  |
|  | Nessuno          |                  |                  |        |        |                  |                  |                  |  |  |            |            |            |  |  |        |        |        |  |
|  |                  | Donegal          | Donegal          | 1-10   |        |                  |                  |                  |  |  |            |            |            |  |  |        |        |        |  |
|  |                  |                  |                  | 1-10   |        |                  |                  |                  |  |  |            |            |            |  |  |        |        |        |  |
|  |                  |                  | Armagh           | Armagh | 3-11   |                  |                  |                  |  |  |            |            |            |  |  |        |        |        |  |
|  | Fermanagh        | Fermanagh        | Armagh           | Armagh | 3-11   | 1-07             |                  |                  |  |  |            |            |            |  |  |        |        |        |  |
|  | Fermanagh        | Fermanagh        |                  |        |        |                  |                  |                  |  |  |            |            |            |  |  |        |        |        |  |
|  | Armagh           | Armagh           | 2-12             |        |        |                  |                  |                  |  |  |            |            |            |  |  |        |        |        |  |
|  | Armagh           | Armagh           | 2-12             |        | Armagh | Armagh           | 0-13             |                  |  |  |            |            |            |  |  |        |        |        |  |
|  |                  |                  |                  |        |        |                  |                  |                  |  |  |            |            |            |  |  |        |        |        |  |
|  |                  |                  | Tyrone           | Tyrone | 0-11   |                  |                  |                  |  |  |            |            |            |  |  |        |        |        |  |
|  | Nessuno          |                  | Tyrone           | Tyrone | 0-11   |                  |                  |                  |  |  |            |            |            |  |  |        |        |        |  |
|  |                  |                  |                  |        |        |                  |                  |                  |  |  |            |            |            |  |  |        |        |        |  |
|  | Nessuno          |                  |                  |        |        |                  |                  |                  |  |  |            |            |            |  |  |        |        |        |  |
|  |                  | Down             | Down             | 1-06   |        |                  |                  |                  |  |  |            |            |            |  |  |        |        |        |  |
|  |                  |                  |                  | 1-06   |        |                  |                  |                  |  |  |            |            |            |  |  |        |        |        |  |
|  |                  |                  | Tyrone           | Tyrone | 1-13   |                  |                  |                  |  |  |            |            |            |  |  |        |        |        |  |
|  | Nessuno          |                  | Tyrone           | Tyrone | 1-13   |                  |                  |                  |  |  |            |            |            |  |  |        |        |        |  |
|  |                  |                  |                  |        |        |                  |                  |                  |  |  |            |            |            |  |  |        |        |        |  |
|  | Nessuno          |                  |                  |        |        |                  |                  |                  |  |  |            |            |            |  |  |        |        |        |  |
|  |                  | Tyrone           | Tyrone           | 3-19   |        |                  |                  |                  |  |  |            |            |            |  |  |        |        |        |  |
|  |                  |                  |                  |        |        |                  |                  |                  |  |  |            |            |            |  |  |        |        |        |  |
|  |                  |                  | Cavan            | Cavan  | 0-07   |                  |                  |                  |  |  |            |            |            |  |  |        |        |        |  |
|  | Nessuno          |                  | Cavan            | Cavan  | 0-07   |                  |                  |                  |  |  |            |            |            |  |  |        |        |        |  |
|  |                  |                  |                  |        |        |                  |                  |                  |  |  |            |            |            |  |  |        |        |        |  |
|  | Nessuno          |                  |                  |        |        |                  |                  |                  |  |  |            |            |            |  |  |        |        |        |  |
|  |                  | Antrim           | Antrim           | 2-06   |        |                  |                  |                  |  |  |            |            |            |  |  |        |        |        |  |
|  |                  |                  |                  | 2-06   |        |                  |                  |                  |  |  |            |            |            |  |  |        |        |        |  |
|  |                  |                  | Cavan            | Cavan  | 1-15   |                  |                  |                  |  |  |            |            |            |  |  |        |        |        |  |
|  | Nessuno          |                  | Cavan            | Cavan  | 1-15   |                  |                  |                  |  |  |            |            |            |  |  |        |        |        |  |
|  |                  |                  |                  |        |        |                  |                  |                  |  |  |            |            |            |  |  |        |        |        |  |
|  | Nessuno          |                  |                  |        |        |                  |                  |                  |  |  |            |            |            |  |  |        |        |        |  |

| Clones 15 maggio 2005 Preliminare | Armagh | 2-12 – 1-07 referto | Fermanagh | St. Tiernach's Park |

| Omagh 22 maggio 2005 Quarto di finale | Tyrone    | 1-13 – 1-06 referto                       | Down | Healy Park |
| \| \| \| \| \| M Penrose 1-1, O Mulligan 0-3, S O'Neill, P Canavan, S Cavanagh 0-2 each, P Jordan, R Mellon, E McGinley 0-1 each \| Marcatori \| B Coulter 1-1, A Rodgers 0-3, L Doyle 0-2 \| |           |                                           |      |            |
| |           |                                           |      |            |
| M Penrose 1-1, O Mulligan 0-3, S O'Neill, P Canavan, S Cavanagh 0-2 each, P Jordan, R Mellon, E McGinley 0-1 each                                                                             | Marcatori | B Coulter 1-1, A Rodgers 0-3, L Doyle 0-2 |      |            |

| Cavan 29 maggio 2005 Quarto di finale | Cavan | 0-11 – 0-11 referto | Antrim | Breffni Park |

| Belfast 4 giugno 2005 Quarto di finale replay | Cavan | 1-15 – 2-06 referto | Antrim | Casement Park |

| Arbitro: | M. Duffy (Sligo) |

|                                                                                   |           |                                                                                           |
| Paddy Bradley 1-10, E Muldoon 0-3, P Murphy 0-2, C Devlin, Patsy Bradley 0-1 each | Marcatori | S McManus 1-1, H McElroy 1-0, P Finlay 0-3, D Freeman 0-2, T Freeman, S Gollogly 0-1 each |

| Arbitro: | J. McQuillan (Cavan) |

|                                                                                              |           |                                                                          |
| R Clarke 0-3, Aaron Kernan, O McConville, S McDonnell, Brian Mallon 0-2 each, P McGrane 0-1, | Marcatori | C McFadden 0-5, Adrian Sweeney 0-4, C Toye, B Roper, B Devenney 0-1 each |

| Arbitro: | M. Deegan (Laois) |

| |           |                                |
| S McDonnell 1-3, R Clarke 1-1, M Mackin 1-0, A Kernan 0-3, M O'Rourke 0-2, O McConville, A O'Rourke 0-1 each | Marcatori | B Devenney 1-4, C McFadden 0-6 |

| Clones 19 giugno 2005 Semifinale | Tyrone    | 0-10 – 1-07 referto                                               | Cavan | St. Tiernach's Park |
| \| \| \| \| \| S O'Neill 0-4, P Canavan 0-3, R McMenamin 0-2, O Mulligan 0-1 \| Marcatori \| J O'Reilly 1-1, L Reilly 0-3, M Cahill, F O'Reilly, Lyng 0-1 each \| |           |                                                                   |       |                     |
| |           |                                                                   |       |                     |
| S O'Neill 0-4, P Canavan 0-3, R McMenamin 0-2, O Mulligan 0-1 | Marcatori | J O'Reilly 1-1, L Reilly 0-3, M Cahill, F O'Reilly, Lyng 0-1 each |       |                     |

| Arbitro: | P. Russell (Tipperary) |

|                                                                                           |           |                                                             |
| P Canavan 1-7, S O'Neill 1-5, P Jordan 1-1, C Gormley 0-2, S Cavanagh, M Penrose 0-1 each | Marcatori | J O'Reilly 0-3, M McKeever 0-2, M Lyng, F O'Reilly 0-1 each |

| Arbitro: | M. Monahan (Kildare) |

|                                                                                           |           |                                                                         |
| A Kernan 0-4, B Mallon, S McDonnell 0-2 each, M O'Rourke, O McConville, R Clarke 0-1 each | Marcatori | Paddy Bradley 0-5, E Bradley 0-2, P Murphy, M Lynch, E Muldoon 0-1 each |

| Arbitro: | P. McEnaney (Monaghan) |

|                                                                                                |           |                                                              |
| S McDonnell 1-2, O McConville 1-1, A Kernan, P McGrane, R Clarke, B Mallon, J McEntee 0-1 each | Marcatori | S O'Neill 0-10, B Dooher 0-2, C Gormley, S Cavanagh 0-1 each |

| Arbitro: | M. Collins (Cork) |

|                                                                                               |           |                                                                                         |
| O McConville 0-4, R Clarke 0-3, A Kernan, S McDonnell 0-2 each, B Mallon, P McKeever 0-1 each | Marcatori | S O'Neill 0-5, R McMenamin, D Harte, B Dooher, B McGuigan, M Penrose, R Mallon 0-1 each |

### Connacht Senior Football Championship
|  | Quarti di finale | Quarti di finale | Quarti di finale |           |         | Semifinali | Semifinali | Semifinali |  |  | Finale | Finale | Finale |  |
|  |                  |                  |                  |           |         |            |            |            |  |  |        |        |        |  |
|  | Sligo            | Sligo            | 0-09             |           |         |            |            |            |  |  |        |        |        |  |
|  | Sligo            | Sligo            | 0-09             |           |         |            |            |            |  |  |        |        |        |  |
|  | Leitrim          | Leitrim          | 1-11             |           |         |            |            |            |  |  |        |        |        |  |
|  | Leitrim          | Leitrim          | 1-11             |           | Leitrim | Leitrim    | 1-08       |            |  |  |        |        |        |  |
|  |                  |                  |                  |           | Leitrim | Leitrim    | 1-08       |            |  |  |        |        |        |  |
|  |                  |                  | Galway           | Galway    | 1-11    |            |            |            |  |  |        |        |        |  |
|  | New York         | New York         | Galway           | Galway    | 1-11    | 0-06       |            |            |  |  |        |        |        |  |
|  | New York         | New York         |                  |           |         |            |            |            |  |  |        |        |        |  |
|  | Galway           | Galway           | 3-14             |           |         |            |            |            |  |  |        |        |        |  |
|  | Galway           | Galway           | 3-14             |           | Galway  | Galway     | 0-10       |            |  |  |        |        |        |  |
|  |                  |                  |                  |           |         |            |            |            |  |  |        |        |        |  |
|  |                  |                  | Mayo             | Mayo      | 0-08    |            |            |            |  |  |        |        |        |  |
|  | Nessuno          |                  | Mayo             | Mayo      | 0-08    |            |            |            |  |  |        |        |        |  |
|  |                  |                  |                  |           |         |            |            |            |  |  |        |        |        |  |
|  | Nessuno          |                  |                  |           |         |            |            |            |  |  |        |        |        |  |
|  |                  | Mayo             | Mayo             | 1-16      |         |            |            |            |  |  |        |        |        |  |
|  |                  |                  |                  | 1-16      |         |            |            |            |  |  |        |        |        |  |
|  |                  |                  | Roscommon        | Roscommon | 0-11    |            |            |            |  |  |        |        |        |  |
|  | Londra           | Londra           | Roscommon        | Roscommon | 0-11    | 1-08       |            |            |  |  |        |        |        |  |
|  | Londra           | Londra           |                  |           |         |            |            |            |  |  |        |        |        |  |
|  | Roscommon        | Roscommon        | 0-12             |           |         |            |            |            |  |  |        |        |        |  |

| New York 15 maggio 2005 Quarto di finale | Galway    | 3-14 – 0-06 referto                          | New York | Gaelic Park |
| \| \| \| \| \| M Meehan 2-2, P Clancy 1-2, M Clancy 0-3, J Bergin, M Donnellan, P Joyce 0-2 each, S Walsh 0-1. \| Marcatori \| PJ Ward 0-4, M Keaveney, M Mitchell 0-1 each \| |           |                                              |          |             |
| |           |                                              |          |             |
| M Meehan 2-2, P Clancy 1-2, M Clancy 0-3, J Bergin, M Donnellan, P Joyce 0-2 each, S Walsh 0-1.                                                                                | Marcatori | PJ Ward 0-4, M Keaveney, M Mitchell 0-1 each |          |             |

| Carrick-on-Shannon 22 maggio 2005 Quarto di finale | Leitrim   | 1-11 – 0-09 referto                                                       | Sligo | Páirc Seán Mac Diarmada |
| \| \| \| \| \| J Goldrick 1-0, J Glancy, D Maxwell, Michael Foley 0-3 each, D Duignan 0-2, \| Marcatori \| M Breheny 0-3, J Davey, S Davey 0-2 each, A Marren, J McPartland 0-1 each \| |           |                                                                           |       |                         |
| |           |                                                                           |       |                         |
| J Goldrick 1-0, J Glancy, D Maxwell, Michael Foley 0-3 each, D Duignan 0-2, | Marcatori | M Breheny 0-3, J Davey, S Davey 0-2 each, A Marren, J McPartland 0-1 each |       |                         |

| Londra 29 maggio 2005 Quarto di finale | Roscommon | 0-12 – 1-08 referto                                               | London | Ruislip |
| \| \| \| \| \| G Heneghan 0-5, S Lohan, E Kenny 0-2 each, S O'Neill, M Finneran, G Cox 0-1 each \| Marcatori \| B Solan 0-5, S McInerney 1-0, S Hehir, J Coffey, S Doran 0-1 each \| |           |                                                                   |        |         |
| |           |                                                                   |        |         |
| G Heneghan 0-5, S Lohan, E Kenny 0-2 each, S O'Neill, M Finneran, G Cox 0-1 each | Marcatori | B Solan 0-5, S McInerney 1-0, S Hehir, J Coffey, S Doran 0-1 each |        |         |

| Galway 12 giugno 2005 Semifinale | Galway | 1-11 – 1-08 referto | Leitrim | Pearse Stadium |

| Roscommon 19 giugno 2005 Semifinale | Mayo      | 1-16 – 0-11 referto                                                       | Roscommon | Dr. Hyde Park |
| \| \| \| \| \| C Mortimer 1-4, BJ Padden 0-3, A Moran, C McDonald, T Mortimer 0-2 each, S Carolan, A Dillon, James Gill 0-1 each \| Marcatori \| G Heneghan 0-5, G Cox 0-2, M Ryan, J Rogers, F Grehan, J Dunning 0-1 each \| |           |                                                                           |           |               |
| |           |                                                                           |           |               |
| C Mortimer 1-4, BJ Padden 0-3, A Moran, C McDonald, T Mortimer 0-2 each, S Carolan, A Dillon, James Gill 0-1 each | Marcatori | G Heneghan 0-5, G Cox 0-2, M Ryan, J Rogers, F Grehan, J Dunning 0-1 each |           |               |

| Arbitro: | J. Gainey |

|                                                                         |           |                                                                   |
| M Donnellan 0-4, P Joyce, M Meehan 0-2 each, K Comer, D Savage 0-1 each | Marcatori | C Mortimer 0-4, G Ruane, C McDonald, A Dillon, BJ Padden 0-1 each |

## Qualifiers

### Round 1
| Drogheda 25 giugno 2005 | Louth     | 1-12 – 1-08 referto                                                  | Waterford | Drogheda Park |
| \| \| \| \| \| D Clarke 0-5, JP Rooney 1-0, P Matthews, S Lennon 0-2 each, D Devanney, R Carroll, N McDonnell 0-1 each \| Marcatori \| L Ó Lionáin 1-1, N Curran 0-4, A Hubbard, G Hurney, S Walsh 0-1 each \| |           |                                                                      |           |               |
| |           |                                                                      |           |               |
| D Clarke 0-5, JP Rooney 1-0, P Matthews, S Lennon 0-2 each, D Devanney, R Carroll, N McDonnell 0-1 each | Marcatori | L Ó Lionáin 1-1, N Curran 0-4, A Hubbard, G Hurney, S Walsh 0-1 each |           |               |

| Belfast 25 giugno 2005 | Meath | 5-12 – 0-13 referto | Antrim | Casement Park |

| Arbitro: | J. White (Donegal) |

|                                                                                                |           |                                                                                               |
| M Breheny 0-5, S Davey, E O'Hara 0-4 each, D McGarty, D Sloyan, D McTernan, G McGowan 0-1 each | Marcatori | B Kavanagh, P Bardon 0-5 each, J Martin 0-2, L Keenan, T Smullen, K Mulligan, P Dowd 0-1 each |

| Carlow 25 giugno 2005 | Carlow    | 0-14 – 1-10 referto                                        | Offaly | Dr. Cullen Park |
| \| \| \| \| \| S Rea 0-8, M Carpenter, B Kelly 0-2 each, C McCarthy, B Carbery 0-1 each \| Marcatori \| N McNamee 1-6, M Daly 0-2, N Coughlan, J Reynolds 0-1 each \| |           |                                                            |        |                 |
| |           |                                                            |        |                 |
| S Rea 0-8, M Carpenter, B Kelly 0-2 each, C McCarthy, B Carbery 0-1 each                                                                                              | Marcatori | N McNamee 1-6, M Daly 0-2, N Coughlan, J Reynolds 0-1 each |        |                 |

| Thurles 25 giugno 2005 | Westmeath | 0-12 – 1-08 referto | Tipperary | Semple Stadium |

| Newry 25 giugno 2005 | Down      | 1-11 – 0-07 referto                                                      | Fermanagh | Páirc Esler |
| \| \| \| \| \| B Coulter 0-4, R Sexton 1-0, L Doyle 0-2, M Cole, P Murphy, A O'Prey, S Ward, D Gordan 0-1 each \| Marcatori \| T Brewster, C Bradley 0-2 each, D Kelly, E Maguire, R Gallagher 0-1 each \| |           |                                                                          |           |             |
| |           |                                                                          |           |             |
| B Coulter 0-4, R Sexton 1-0, L Doyle 0-2, M Cole, P Murphy, A O'Prey, S Ward, D Gordan 0-1 each | Marcatori | T Brewster, C Bradley 0-2 each, D Kelly, E Maguire, R Gallagher 0-1 each |           |             |

| Clones 25 giugno 2005 | Monaghan | 2-18 – 1-09 | London | St. Tiernach's Park |

| Arbitro: | G. Kinneavey (Galway) |

|                                                                                                 |           |                                                                                                  |
| C McFadden 0-6, B Devenney 0-3, A Sweeney 0-2, N Gallagher, C Toye, B Roper, R Bradley 0-1 each | Marcatori | W O'Gorman 0-4, T Harney, J Daniels 0-2 each, G Duffy, B Ó hAnnaidh, D Smullen, L Glynn 0-1 each |

### Round 2
| Carrick-on-Shannon 2 luglio 2005 | Meath | 1-12 – 1-08 referto | Leitrim | Páirc Seán Mac Diarmada |

| Arbitro: | F. Flynn (Leitrim) |

|                                                                                          |           |                                                                                     |
| O O'Dwyer, R Donnelly 0-3 each, E Coughlan 0-2, G Quinlan, P O'Dwyer, D Russell 0-1 each | Marcatori | Denis Glennon 0-3, A Mangan, David Glennon 0-2 each, P Mulvihill, F Wilson 0-1 each |

| Arbitro: | S. McCormack (Meath) |

|                                                                             |           |                                                                                                   |
| Paddy Bradley 1-4, E Muldoon 1-1, E Bradley 1-0, M Lynch 0-2, J McBride 0-1 | Marcatori | B Coulter 1-2, R Sexton 1-0, A Rodgers, D Hughes 0-2 each, P Murphy, R Murtagh, J Clarke 0-1 each |

| Arbitro: | E. Murtagh (Longford) |

|                                                          |           |                                                             |
| F Reilly 0-6, L Reilly 1-2, A Forde, M McKeever 0-1 each | Marcatori | B Devenney 1-5, C McFadden 0-3, B Roper, A Sweeney 0-1 each |

| Carlow 2 luglio 2005 | Limerick | 2-15 – 0-07 referto | Carlow | Dr. Cullen Park |

| Arbitro: | M. Hughes (Tyrone) |

|                                                                            |           |                                        |
| J McPartland 1-1, M Brehony 0-4, D Sloyan 0-3, S Davey 0-2, D McTernan 0-1 | Marcatori | T Fennin 0-7, J Doyle 1-2, D Lyons 0-1 |

| Drogheda 2 luglio 2005 | Louth | 0-11 – 0-10 referto | Roscommon | Drogheda Park |

| Arbitro: | P. McGovern (Galway) |

| |           |                                                           |
| P Finlay, T Freeman 0-4 each, H McElroy 0-3, D Freeman 0-2, G McQuaid, R Ronaghan, N Corrigan, D McKernan 0-1 each | Marcatori | M Forde 0-7, D Kinsella 0-3, P Curtis, N Lambert 0-1 each |

### Round 3
| Arbitro: | M. Duffy (Sligo) |

|                                                            |           |                                                                     |
| H McElroy 1-3, P Finlay 0-5, D Clerkin, T Freeman 0-2 each | Marcatori | D Clarke 0-10, C Grimes, P Matthews, N McDonnell, S Lennon 0-1 each |

| Arbitro: | G O Conamha (Galway) |

|                                                                             |           |                                                           |
| S Johnston 0-3, J O'Reilly 1-0, D McCabe, F O'Reilly 0-2 each, L Reilly 0-1 | Marcatori | G Geraghty 1-1, J Sheridan 0-3, P Byrne, R Magee 0-1 each |

| Arbitro: | M. Deegan (Laois) |

|                                                                            |           |                                                                          |
| M Breheny 1-6, J McPartland 0-3, S Davey 0-2, P Naughton, J Davey 0-1 each | Marcatori | R Donnelly 0-6, P O'Dwyer 0-2, E Coughlan, O O'Dwyer, M O'Dwyer 0-1 each |

| Arbitro: | J. Bannon (Longford) |

|                                                                              |           |                          |
| Paddy Bradley 0-6, E Bradley 0-3, M Lynch 0-2, P McFlynn, G Donaghy 0-1 each | Marcatori | M Gavin 0-8, S Kelly 0-1 |

### Round 4
| Arbitro: | T. Quigley (Wexford) |

| |           |                                             |
| M Moyles, A Dillon, A O'Malley 0-2 each, P Kelly, R McGarrity, C McDonald, J Gill, M McNicholas 0-1 each | Marcatori | D McCabe, L Reilly 0-3 each, F O'Reilly 0-2 |

|  |  | – |

| Arbitro: | P. Russell (Tipperary) |

| |           |                                                                                             |
| R Munnelly 0-4, B Sheehan 1-1, D Brennan, T Kelly, N Garvan, P Clancy, G Kavanagh, S Kelly 0-1 each | Marcatori | Paddy Bradley 0-4, P Murphy 0-2, P Kelly, E Bradley, J McBride, M Lynch, E Muldoon 0-1 each |

| Arbitro: | M. Monahan (Kildare) |

|                                                                                            |           |                                                         |
| S O'Neill 2-6, P Canavan 0-2, D Harte, C Gormley, S Cavanagh, R Mellon, M Penrose 0-1 each | Marcatori | T Freeman 1-1, H McElroy 0-3, P Finlay 0-2, R Woods 0-1 |

## All-Ireland Series
|  | Quarterfinals | Quarterfinals | Quarterfinals |        |        | Semifinals | Semifinals | Semifinals |  |  | Final | Final | Final |
|  |               |               |               |        |        |            |            |            |  |  |       |       |       |
|  |               | Kerry         | 2-15          |        |        |            |            |            |  |  |       |       |       |
|  |               | Mayo          | 0-18          |        |        |            |            |            |  |  |       |       |       |
|  |               | Mayo          | 0-18          |        | Kerry  | 1-19       |            |            |  |  |       |       |       |
|  |               |               |               |        | Kerry  | 1-19       |            |            |  |  |       |       |       |
|  |               |               | Cork          | 0-09   |        |            |            |            |  |  |       |       |       |
|  |               | Cork          | Cork          | 0-09   | 2-14   |            |            |            |  |  |       |       |       |
|  |               | Cork          |               |        | 2-14   |            |            |            |  |  |       |       |       |
|  |               | Galway        | 2-11          |        |        |            |            |            |  |  |       |       |       |
|  |               |               |               |        |        |            |            |            |  |  |       | Kerry | 2-10  |
|  |               |               |               | Tyrone | 1-16   |            |            |            |  |  |       |       |       |
|  |               | Armagh        | 2-17          |        |        |            |            |            |  |  |       |       |       |
|  |               | Laois         | 1-11          |        |        |            |            |            |  |  |       |       |       |
|  |               | Laois         | 1-11          |        | Armagh | 1-12       |            |            |  |  |       |       |       |
|  |               |               |               |        | Armagh | 1-12       |            |            |  |  |       |       |       |
|  |               |               | Tyrone        | 1-13   |        |            |            |            |  |  |       |       |       |
|  |               | Tyrone        | Tyrone        | 1-13   | 2-18   |            |            |            |  |  |       |       |       |
|  |               | Tyrone        |               |        | 2-18   |            |            |            |  |  |       |       |       |
|  |               | Dublino       | 1-14          |        |        |            |            |            |  |  |       |       |       |

| Arbitro: | B. Crowe (Cavan) |

| |           |                                                                                   |
| C Cooper 1-1, D Ó Sé 1-0, MF Russell, P Galvin 0-3 each, E Brosnan 0-2, A O'Mahony, W Kirby, L Hassett, D O'Sullivan, M Ó Sé, D O Cinneide 0-1 each, | Marcatori | C McDonald 0-6, A O'Malley 0-5, A Dillon 0-4, B Moran, A Moran, D Heaney 0-1 each |

| Arbitro: | M. Deegan (Laois) |

| |           |                                            |
| BJ O'Sullivan, J Hayes 1-3 each, J Masters 0-3, A Lynch 0-2, E Sexton, K McMahon, P Clifford 0-1 each | Marcatori | M Meehan 2-2, P Joyce 0-7, S Armstrong 0-2 |

| Dublino 13 agosto 2005 Quarto di finale | Tyrone | 1-14 – 1-14 referto | Dublin | Croke Park |

| Arbitro: | J. Geaney (Cork) |

| |           |                                                                                    |
| S McDonnell 1-5, O McConville 1-3, R Clarke 0-3, A Kernan, M O'Rourke 0-2 each, P McGrane, J McEntee 0-1 each | Marcatori | B Brennan 1-1, R Munnelly 0-4, B Sheehan 0-3, P Clancy, S Kelly, C Conway 0-1 each |

| Arbitro: | G. O Conamha (Galway) |

|                                                                                             |           | |
| O Mulligan 1-7, S O'Neill 1-3, B Dooher 0-3, S Cavanagh, R Mellon 0-2 each, B McGuigan 0-1, | Marcatori | C Keaney 0-4, T Quinn 0-3, D Farrell 1-0, A Brogan 0-2, S Ryan, C Moran, B Cullen, J Sherlock, S Connell 0-1 each |

| Arbitro: | J. McQuillan (Cavan) |

| |           |                                                                 |
| E Brosnan 1-2, C Cooper 0-5, P Galvin 0-3, B Sheehan 0-2, D Ó Cinneide, M McCarthy, L Hassett, T Ó Sé, A O'Mahony, W Kirby, MF Russell 0-1 each | Marcatori | J Masters, K McMahon, P Clifford, J Hayes 0-2 each, A Lynch 0-1 |

| Arbitro: | P. Russell (Tipperary) |

|                                                                                                |           |                                                                                          |
| S O'Neill 1-4, O Mulligan 0-3, S Cavanagh, P Canavan 0-2 each, R McMenamin, S Sweeney 0-1 each | Marcatori | S McDonnell 1-3, O McConville 0-3, A Kernan 0-2, K McGeeney, R Clarke, B Mallon 0-1 each |

| Arbitro: | M. Monahan (Kildare) |

|                                                                        |           | |
| C Cooper 0-5, D Ó Cinnéide 1-1, T Ó Sé 1-0, D Ó Sé, E Brosnan 0-2 each | Marcatori | O Mulligan 0-5, P Canavan 1-1, B McGuigan, S O'Neill 0-3 each, R Mellon 0-2, P Jordan, B Dooher 0-1 each |